# Arthur Kaye
Arthur Kaye (9 tháng 5 năm 1933 - 12 tháng 10 năm 2003) là một cầu thủ bóng đá người Anh thi đấu ở Football League ở vị trí tiền vệ cánh.

## Sự nghiệp
Sinh ra ở Higham, Barnsley, ở West Riding of Yorkshire, ông từng thi đấu cho đội bóng địa phương Barnsley, sau đó là Blackpool, Middlesbrough và Colchester United trước khi giải nghệ. Kaye từng thi đấu cho Đội tuyển bóng đá U-23 quốc gia Anh. Ông mất tại nhà riêng ở Higham, gần Barnsley, sau trận ốm vào ngày 12 tháng 10 năm 2003.

## Danh hiệu

### Câu lạc bộ
Barnsley
- Football League Third Division North Vô địch (1): 1954-55
- Football League Third Division North Á quân (1): 1953-54